# Venetiaanse School (beeldende kunst)

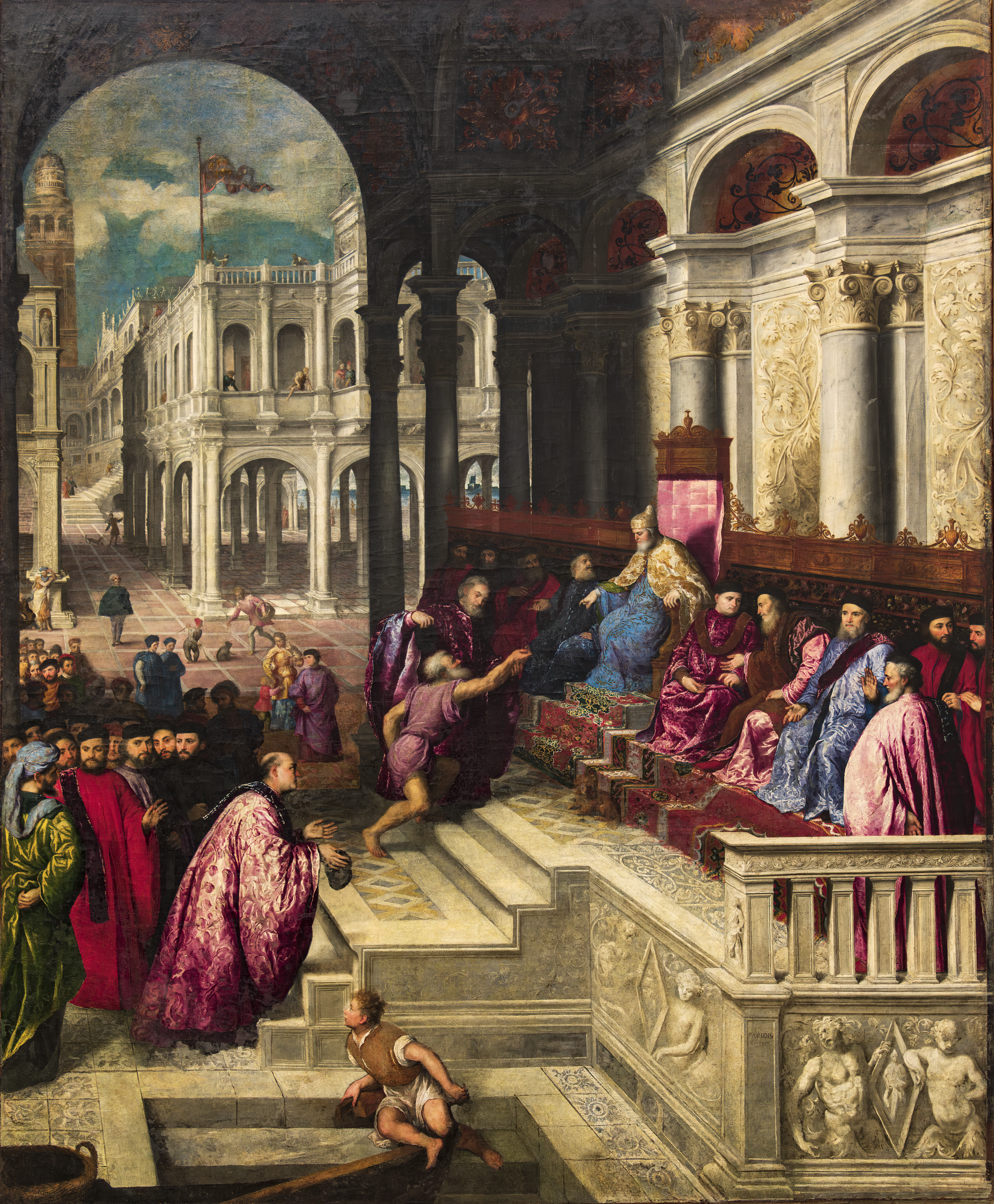
De overhandiging van de ring aan de doge van Venetië, door Paris Bordone, 1534

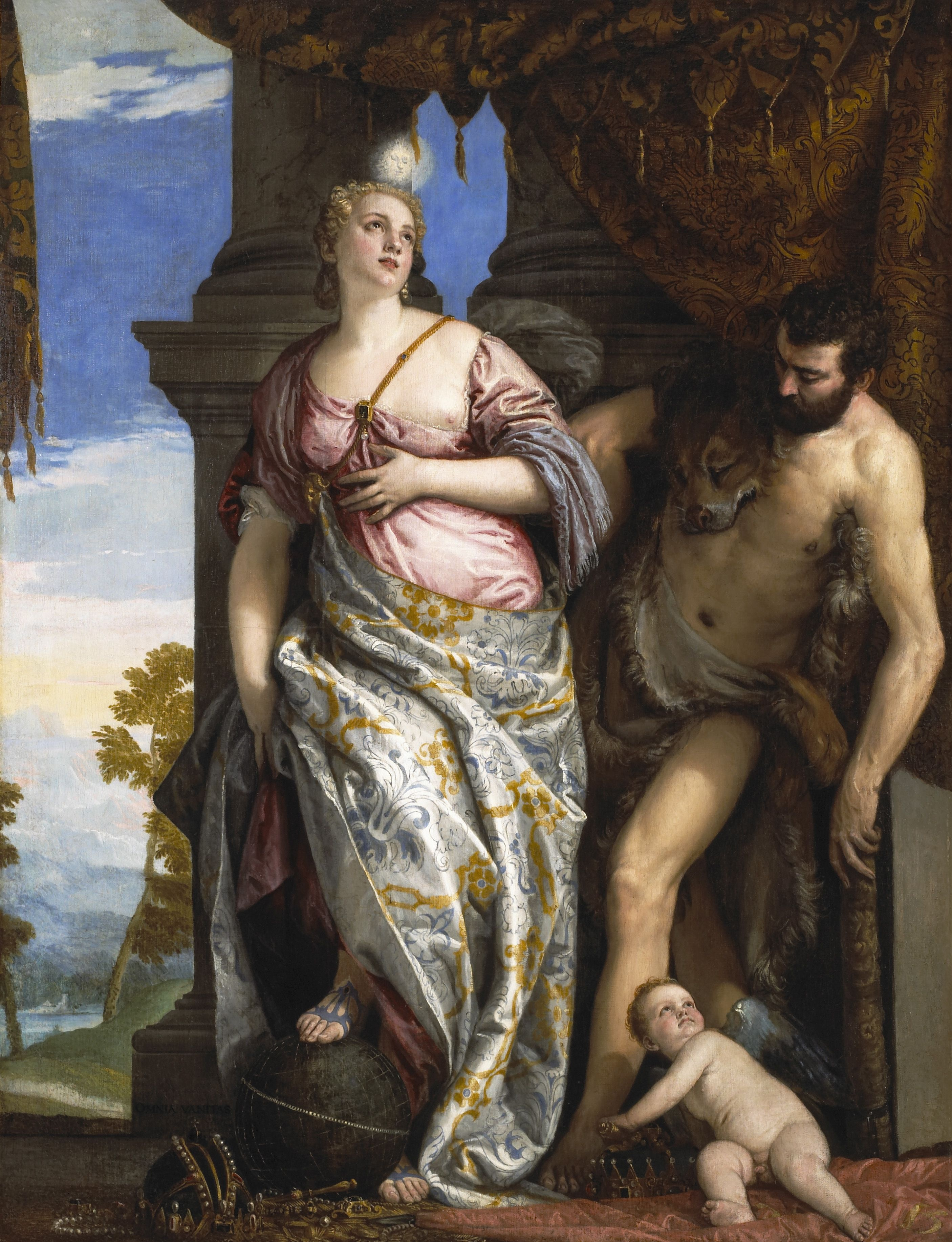
Allegorie van wijsheid en kracht, door Veronese, 1580

De Venetiaanse School in de kunst was een school binnen de Italiaanse schilderkunst die ontstond in de 16e eeuw tijdens de Italiaanse renaissance en een tweede bloei kende gedurende de 18e eeuw.
In 16e eeuw werd de Venetiaanse schilderkunst ontwikkeld uit invloeden van de Paduaanse School en Antonello da Messina, die de olieverftechniek van de gebroeders Van Eyck introduceerde. Het Venetiaans palet onderscheidt zich van andere Italiaanse scholen door de diepe, warme kleuren die krachtig worden opgebracht. Vroege meesters waren de families Bellini en Vivarini, gevolgd door Giorgione, Titiaan, Tintoretto en Veronese.
In de 18e eeuw beleefde de Venetiaanse schilderkunst een renaissance in de decoratieve schilderkunst van Tiepolo en de panoramische landschappen van Canaletto en Guardi.

## Belangrijkste vertegenwoordigers
- Battista d'Agnolo (1512-na 1568)
- Marco Antonio Bassetti (1586-1630)
- Alessandro Bonvicino (1498-1554)
- Antonio Boselli (1496-1536)
- Giovanni Bellini (~1425-1433 - 1516)
- Gentile Bellini (~1428 - ~1507)
- Lazzaro Bastiani (1449 - 1512)
- Vittore Carpaccio (~1460 - ~1526)
- Titiaan (1490 - 1576)
- Giorgione (1477 - 1510)
- Paris Bordone (1495 - 1570)
- Domenico Fetti (1589 - 1624)
- Atelier van Bassano (famille):
  - de vader Jacopo Bassano (1515 - 1592)
  - Leandro Bassano (1557 - 1622)
  - Francesco Bassano de jonge (1559 - 1592)
  - Gerolamo Bassano (1566 - 1621)
  - Giovanni Battista Bassano (1553 - 1613)
- Atelier van Vivarini:
  - Bartolomeo Vivarini (ca. 1432 - ca.1495)
  - Antonio Vivarini (1415 - 1480)
  - Alvise Vivarini (ca.1445 - tussen 1503 en 1505)
- Gianbattista Pittoni  (1687 – 1767)